# Boscos pantanosos d'aigua dolça de Sundarbans
L'ecoregió de Boscos pantanosos d'aigua dolça de Sundarbans s'ubica a la regió geogràfica de Sundarbans ([ʃundorbɔn] Shundorbôn (en bengalí: সুন্দরবন)?. És el bosc de manglar més gran de món, constituint-se en el delta de confluència dels rius Ganges, Brahmaputra i Meghna a la badia de Bengala.
És situat al sud-oest de Bangladesh al voltant del Tròpic del Càncer entre les latituds 21 ° 30'N i 22 ° 30'N, i les longituds 89 ° 00'E i 89 ° 55'E.
Amb la seva varietat d'arbres i vida salvatge, el bosc és una mostra d'història natural. També és un centre d'activitats econòmiques, com ara l'extracció de la fusta, la pesca i la recollida de la mel. El bosc consta d'unes 200 illes, separades per uns 400 rius per on circula la marea i canals interconnectats.
Abasta una àrea protegida de 139 500 ha. La regió s'estén a través de sud-oest de Bangladesh fins que es troba amb el Parc Nacional de Sundarbans. Ha estat declarada com a Patrimoni de la Humanitat per la Unesco l'any 1997.

## Etimologia
Sundarbans en bengalí significa «bell bosc». Encara que altres fonts la qualifiquen com una paraula composta de sundri o Sundari (una espècie de el manglar, l' Heritiera fomes) i bans (bosc). Així mateix, s'ha proposat que el nom és una derivació incorrecta de Samudraban, Shomudrobôn («bosc marí») o Chandra-bandhe (nom d'una tribu primitiva).

## Clima
Com que el bosc es troba al sud del Tròpic de Càncer i delimitat pels límits nord de la badia de Bengala, es classifica com a bosc humit tropical. Les temperatures a Sundarbans són força equiparables a les de les zones terrestres adjacents. La temperatura mitjana màxima i mínima anual varia entre 30 ° i 21 ° C. Les temperatures altes es produeixen des de mitjans de març a mitjans de juny i baixes a desembre i gener. La temperatura màxima mitjana dels mesos més calorosos s'ha registrat com a 32,4 ° C a Patuakhali, a l'est dels Sundarbans.
La humitat relativa mitjana anual varia del 70% a Satkhira al 80% a Patuakhali. La humitat és la més alta a juny-octubre i la més baixa a febrer. Les precipitacions anuals a Sundarbans oscil·len entre els 1640 i els 2000 mm.

## Vegetació
La vegetació és majoritàriament de tipus manglar i abasta una gran varietat de plantes incloses arbres, arbustos, herbes, epífits i lianes. Són majoritàriament de fulla perenne, posseeixen adaptacions fisiològiques i estructurals més o menys similars. La majoria dels arbres tenen pneumatòfors per a respiració aèria. L'espècie destacada és Sundari (Heritiera fomes) i Gewa (Excoecaria agallocha). Prawn (1903) va registrar 334 espècies de 245 gèneres. D'aquests 17 són pteridòfits, 87 monocotiledònies i la resta són dicotiledònies. Les espècies vegetals inclouen 35 lleguminoses, 29 herbes, 19 ciperàcies i 18 eufòrbies. De les 50 espècies vegetals de mangles autèntics registrades, el Sundarbarn només en conté 35. Gairebé totes les espècies vegetals de mangles són arbres perennes, nans, arbustos o arbre alts, i creixen gregàriament sense deixar cap espai al terra.

## Conseqüència de l'escalfament global
En el golf de Bengala, el nivell de la mar augmenta cada any uns 3'14 mil·límetres, amb relació a una mitjana de 2 mil·límetres en els altres oceans. Aquesta diferència està vinculada a la fosa de les glaceres de l'Himàlaia.
Des del 1975, tot i la construcció d'un dic, quatre illes del Sundarbans van desaparèixer sota les aigües, la qual cosa va provocar el desplaçament d'uns 6000 habitants. Es preveu que 30000 famílies hauran d'emigrar d'aquí a l'any 2020, quan el 15% de les terres hauran desaparegut.
El Fons Mundial per a la Naturalesa pretén plantar manglar al voltant de les illes per deixar passar el sediment, disminuint la pujada de les aigües en el moment del monsó.